# Pneumococcus
A pneumococcus (Streptococcus pneumoniae) a Streptococcus génuszba tartozó Gram-pozitív baktériumfaj.
Ennek a baktériumnak ma már több mint 90 szerotípusát ismerik az kutatók, de ezek közül csak néhány jelent veszélyt az emberre. A poliszacharid tokkal rendelkező pneumococcus csak az embert betegíti meg, a veszélyes szerotípusok tüdőgyulladást, agyhártyagyulladást, középfülgyulladást, esetleg halált is okozhatnak. A baktérium cseppfertőzéssel terjed, hordozása lehet tünetmentes és tünettel járó is. A pneumococcus az orrgaratban és az orrüregben mutatható ki.

## Betegség
A szakirodalom két korosztályt emel ki: a 0-2 éveseket és a 60 évnél idősebbeket. Különösen a csecsemőket és kisgyermekeket fenyegeti a betegség, ugyanis az ő korukban még nem alakult ki az immunrendszer. A WHO 2005-ös adatai szerint a világon 1,6 millió ember halt meg a baktérium által okozott fertőzésben, közülük mintegy egymillió gyermek vesztette életét. A pneumococcus (pncc) világszerte egyre nagyobb rezisztenciát mutat az antibiotikumokkal szemben, ami az antibiotikumok túl gyakori alkalmazásának köszönhető.

## A pneumococcus elleni védőoltás
A gyermekek számára 2014-ben a kötelező oltási rend része lett a pneumococcus baktérium elleni oltás.
A pneumococcus (pncc) elleni oltás mindazon esetekben indokolt, ahol az influenza vakcináció is javasolt. Az Országos Epidemiológiai Központ javasolja a pneumococcus elleni védőoltást:
- 2 éves kor alatt és 50 éves kor felett mindenkinek.
- A krónikus betegeknek, akik alapbetegségük miatt fogékonyabbak a súlyos pneumococcus fertőzésre: tüdő (COPD, asztma)-, szív-, vese-, máj- és cukorbetegek, immunszupprimáltak.
- Dohányosoknak - életkortól, betegségtől függetlenül.
- Belsőfül műtéten átesetteknek és a koponyasérülteknek.
- Léphiányosoknak.

A pncc elleni védőoltás az influenza elleni oltóanyaggal egy időben vagy bármilyen időközzel adható.
Az invazív pneumococcus elleni aktív immunizáció kétféle – poliszacharid és konjugált – vakcinatípussal történik.
A pneumococcusoknak több mint 90 szerotípusa ismert. Az oltóanyagok a 23 leggyakoribb és kiemelkedően patogén törzs protektív antigénjeit tartalmazzák (PPSV23).
Immunológiailag súlyosan károsodottakban és nagyon idős korban az oltás hatékonysága gyengébb.
A védettség időtartama hosszú. Rendszeres emlékeztető oltás nem javasolt, csak különleges körülmények esetén (léphiányos állapot, liquorrhoea stb.). Ezeknél a felnőtteknél 5-10 év időközzel két oltás javasolt, amit 65 éves kor felett meg kell ismételni. Krónikus betegeknek egyetlen oltás elég, amit szintén 65 éves kor felett ismételni kell, ha eltelt 5 év az első oltástól számítva.
Kidolgoztak egy új típusú, immunológiailag előnyösebb oltóanyagot is (PCV13), mely kortól függetlenül adható. Ez csak 13 pncc típus ellen véd. Ezzel az oltónayaggal  javasolt a kockázati csoportúak első oltása, amit legalább 2 hónap időköz után ki lehet egészíteni a szélesebb hatású oltóanyaggal.